# Henriëtte Geertruida Knip
Henriëtte Jetje Geertruida Knip (* 19. Juli 1783 in Tilburg; † 29. Mai 1842 in Haarlem) war eine niederländische Malerin und Illustratorin von Blumen- und Früchtestillleben, außerdem war sie als Zeichenlehrerin aktiv.

## Leben
Henriëtte Geertruida Knip wurde am 19. Juli 1783 als drittes Kind in eine Malerfamilie mit drei Söhnen und zwei Töchtern hineingeboren. Sie war die Tochter des Malers Nicolaas Frederik Knip (1741–1808) und Elisabeth Drexler (1753–1788). Henriëtta Geertruij Knip blieb unverheiratet.
Ihr Vater bildete vier seiner Kinder zu Malern aus. Neben Josephus Augustus (1777–1849) wurden auch Mattheus Derk (1785–1845) und Frederik Willem (1787–1821) Maler. Ihre ältere Schwester Anna wurde keine Malerin, sie musste sich früh um die Geschwister kümmern, da die Mutter 1788 nach der Geburt von Frederik Willem gestorben war. Zu der Zeit lebte der Vater in ’s-Hertogenbosch, während die Kinder in Tilburg geblieben waren und dort von März 1788 bis April 1789 durch die Gemeinde und den Diakon unterstützt wurden. Die Familie war arm und nachdem Frederik Knip nach 1795 allmählich erblindet war, wurde die Familie vom ältesten Sohn Josephus Augustus versorgt.

## Werk
Jetje Knipreiste 1802 nach Paris, dort lebte zu der Zeit ihr ältester Bruder und sie lernte beim Blumen- und Obstmaler Gerard van Spaendonck, der ebenfalls aus Tilburg stammte. Sie blieb in Paris, bis sie durch Damen aus der Oberschicht in Amsterdam das Angebot bekam, ihnen Zeichenunterricht zu geben. In Amsterdam unterrichtete sie anschließend viele Jahre lang jeweils im Winter, im Sommer verbrachte sie viel Zeit in den Haarlemer Blumengärtnereien von A.C. van Eeden und H. Polman Mooij, um Blumen zu zeichnen. Für die Ausstellungen der Lebenden Meister (Tentoonstelling van Levende Meesters) in Amsterdam und Den Haag reichte sie ab 1810 ihre Werke ein. Sie stellte auch in Groningen, Antwerpen und Paris aus. Sie soll auch in Deutschland ausgestellt haben.
Zunächst malte Jetje Knip Aquarelle und Gouachen in der Tradition der Malerei des 18. Jahrhunderts. Doch sie fügte auch neue Elemente hinzu, ihre Kompositionen waren weniger überladen und sie malte neue, modische Blumensorten. Auf die Ölmalerei konzentrierte sie sich ab 1820. Um in dieser Technik weiter Erfahrung zu sammeln, kehrte sie 1824 nach Paris zurück und nahm bei Jan Frans van Dael Unterricht. In ihren Ölgemälden sind die Blumensträuße oft vor einem dunklen Hintergrund platziert.
Ihre Werke, insbesondere die Ölgemälde, wurden von Jetje Knip meist vollständig signiert. Dennoch gab es oft auch Verwechselungen mit den Arbeiten ihrer Verwandten. Neben ihrem Vater und ihren Brüdern gab es auch in der nachfolgenden Generation viele Maler und oft kam es zu Verwechselungen mit ihrer Nichte Henriëtte Ronner-Knip, auch wenn diese vornehmlich Tierdarstellungen malte. Für ihre Arbeiten erhielt sie Silbermedaillen von den Akademien in Paris im Jahr 1819 und 1822 Amsterdam. Auch verkaufte sie ihre Werke zu hohen Beträgen, die nach Angaben ihres Bruders Josephus Augustus sowohl in den Niederlanden als auch in Frankreich für ihre Arbeit gezahlt wurden. So verkaufte sie 1827 ein Ölgemälde für 500 Gulden an Wilhelmine von Preußen. Durch die Verkäufe ihrer Werke und dem Geld, welches sie durch den Unterricht verdiente, konnte sie ihren Lebensunterhalt bestreiten, auch ihren Bruder Josephus Augustus und seine Familie eine Zeit lang finanziell unterstützen, nachdem er, wie zuvor ihr Vater, an einer Augenkrankheit erkrankte.
Henriëtta Geertruij Knip starb am 29. Mai 1842 in Haarlem.

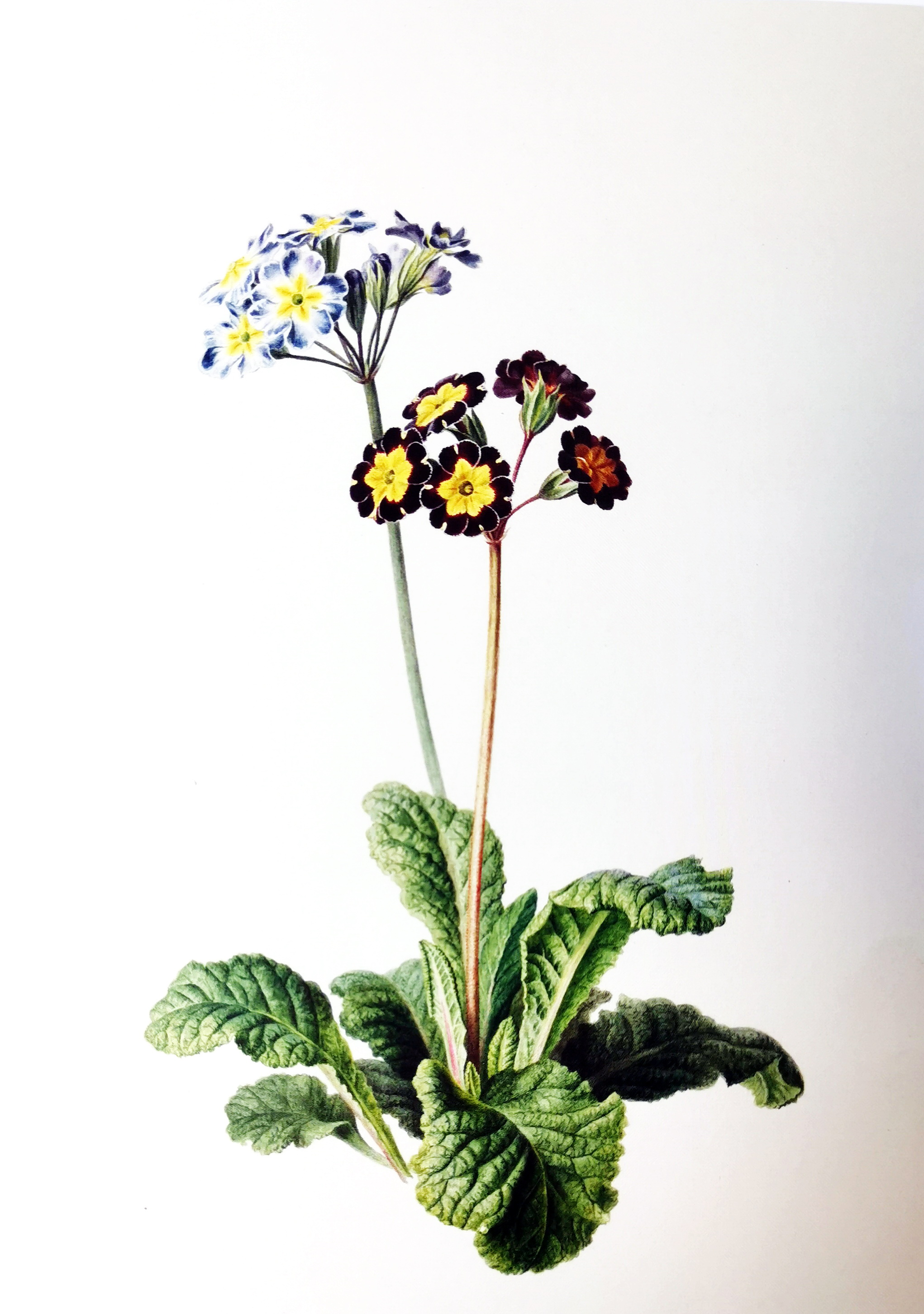
Primula, 1842
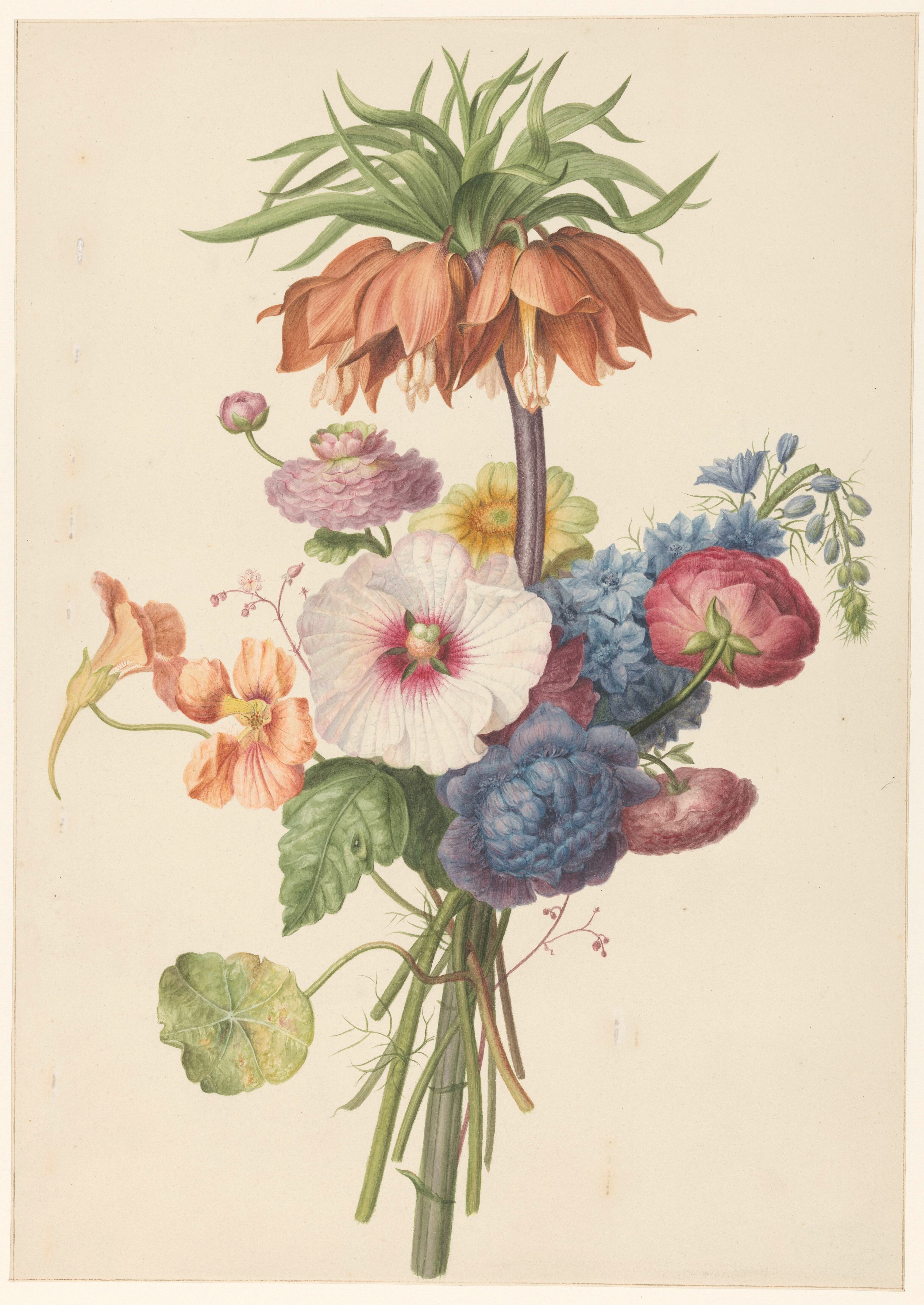
Boeket
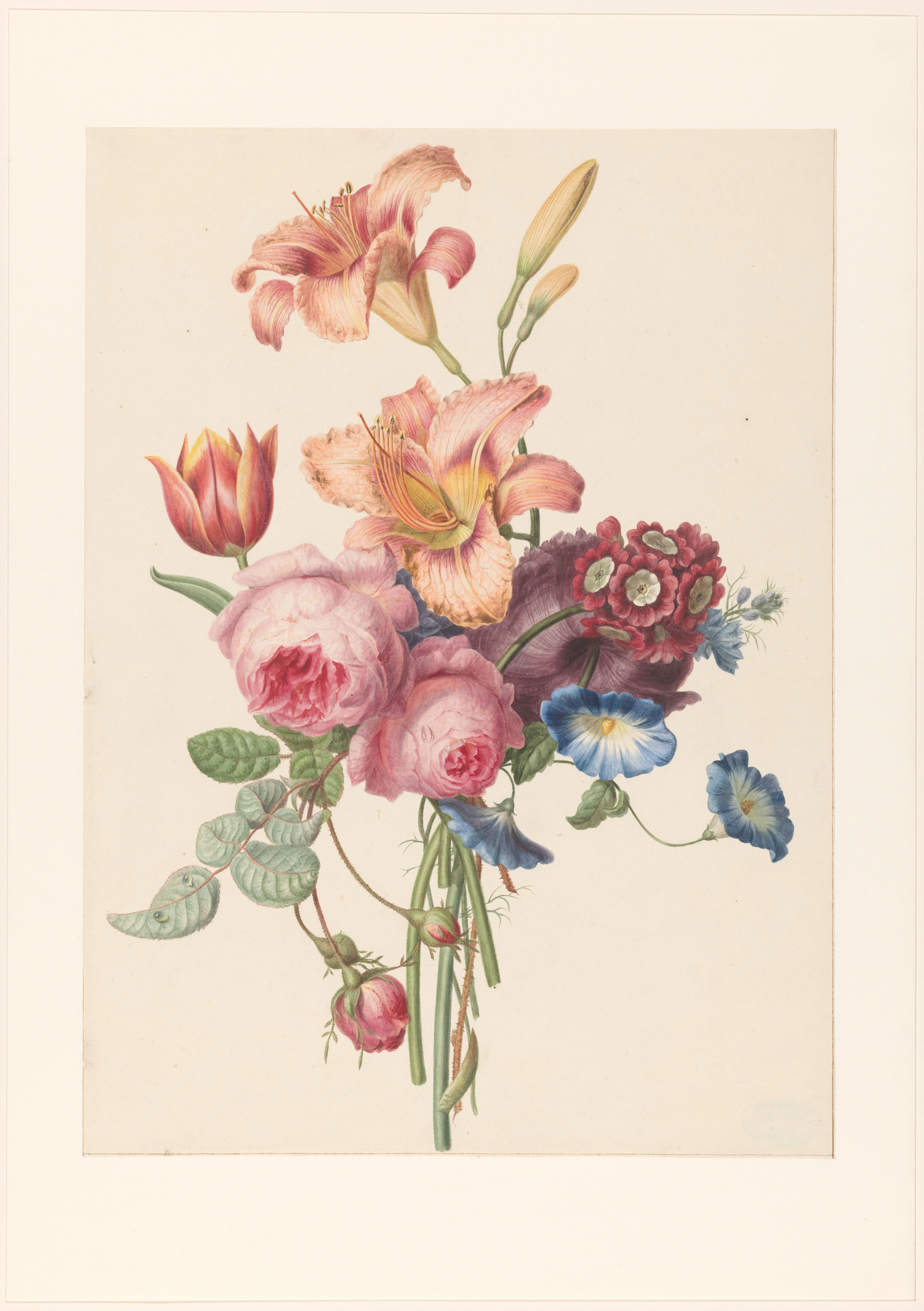
Een boeketBoeket, 1820
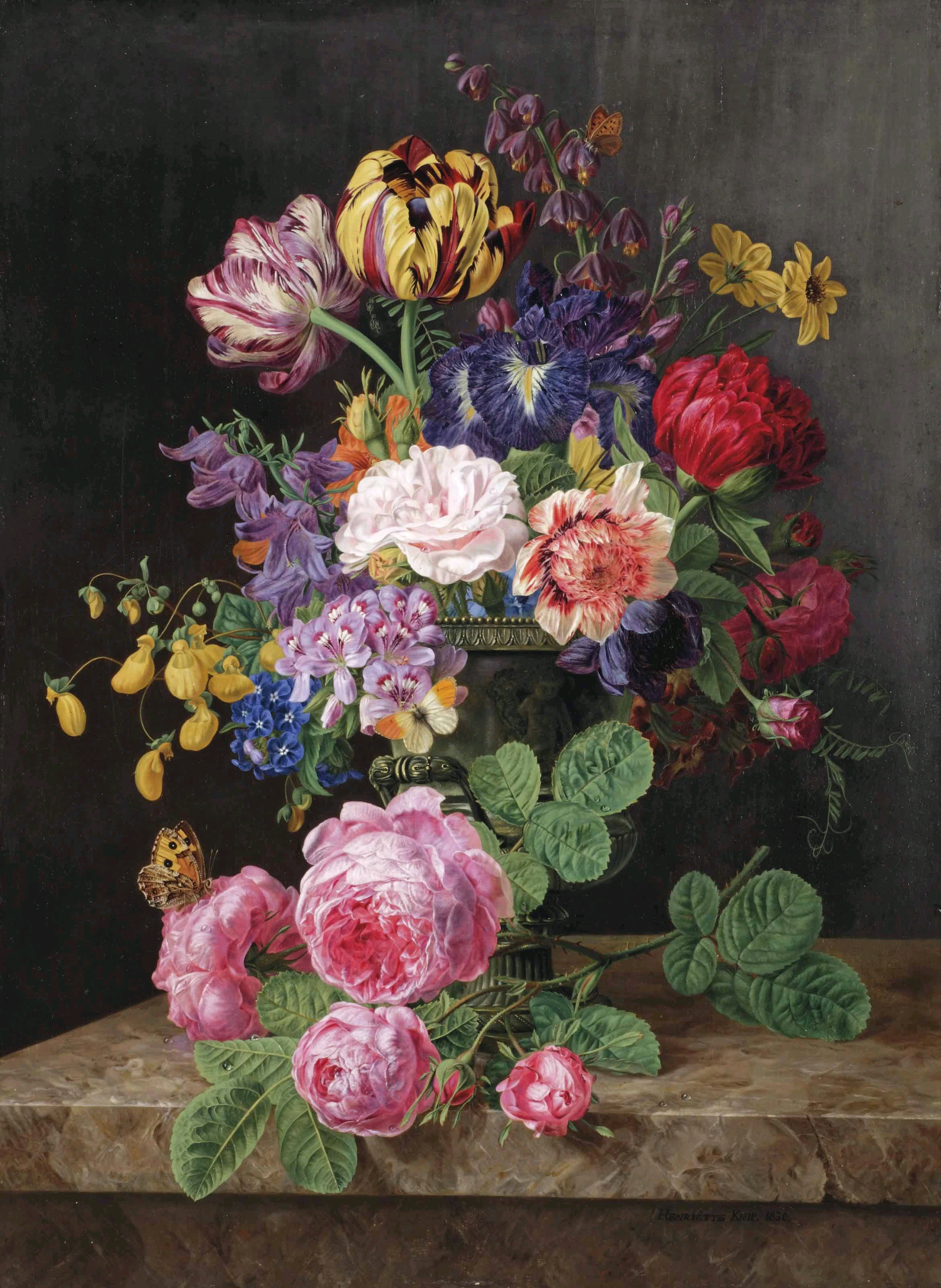
Stillleben, 1830
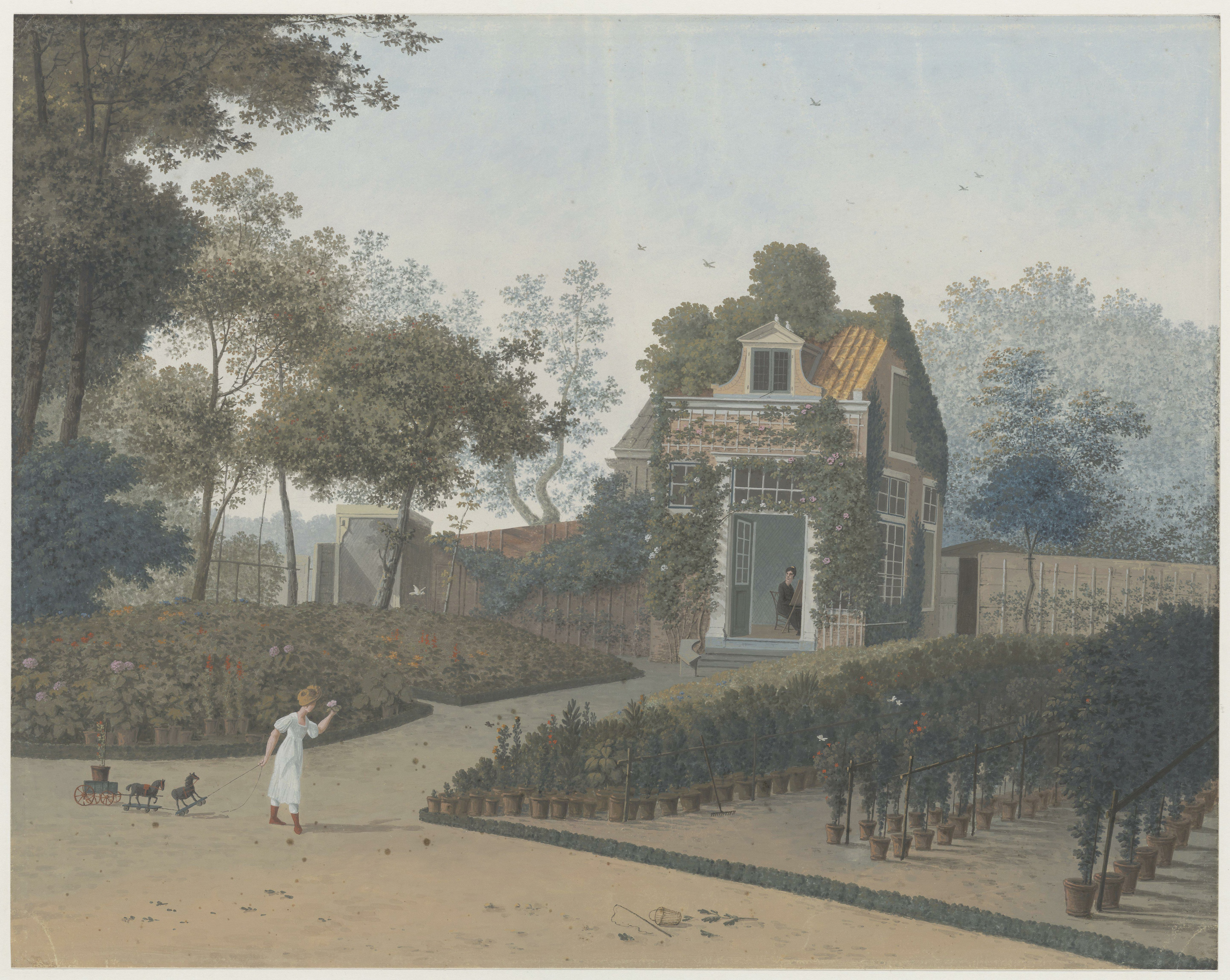
Bloemisterij van A.C. en H. van Eden, tuin met tuinhuisje (Wagenweg),  1835–1840
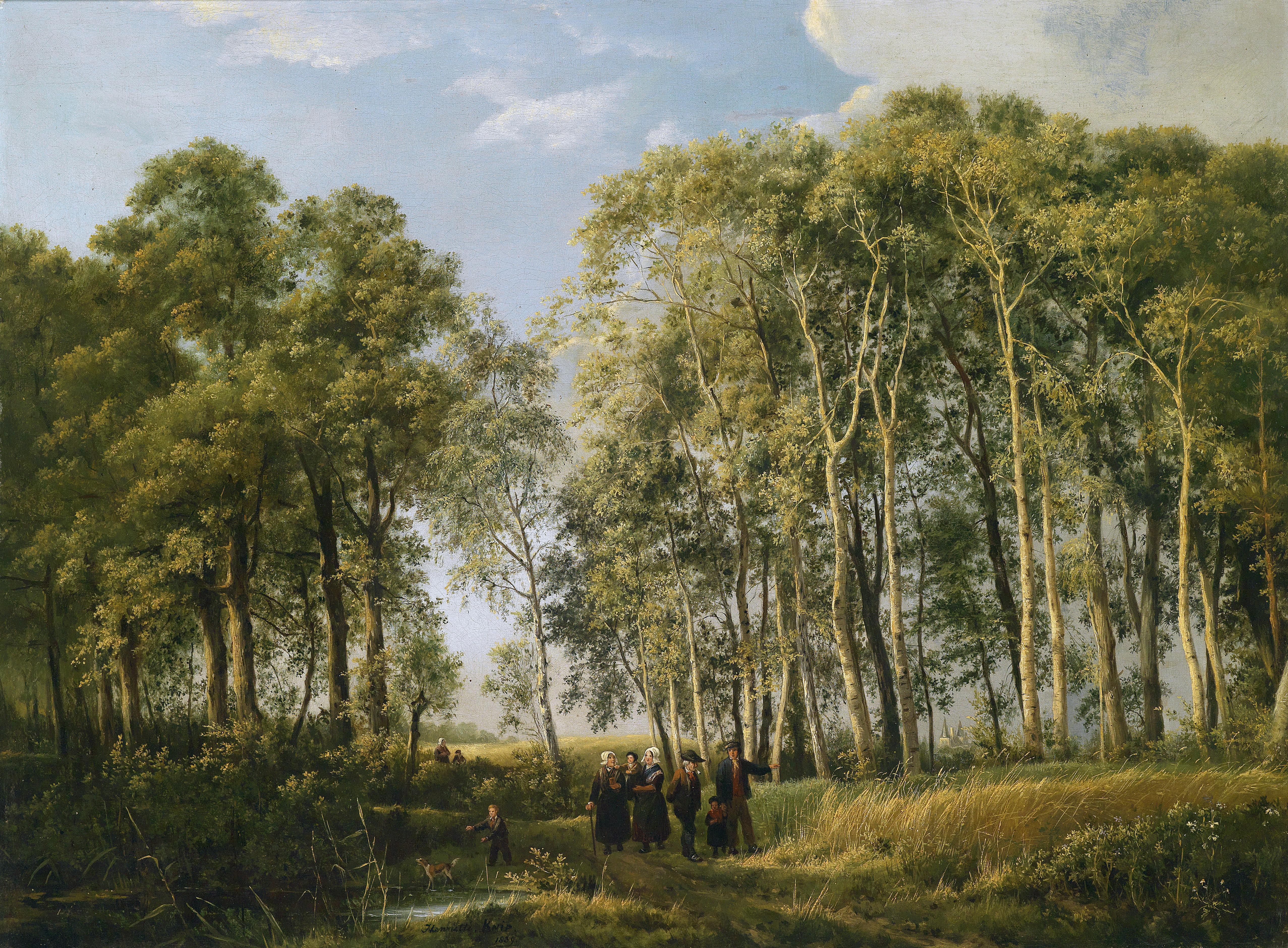
Waldlandschaft mit einer Figurengruppe in Tracht, 1839